# Ellery von Gorrissen

Vlnr: Pierre de Caters, Elisabeth Woerner und Ellery von Gorrissen auf der Frühjahrsflugwoche 1910 in Johannisthal

Georg Walden Ellery von Gorrissen (* 10. April 1886 in Hamburg-Rotherbaum; † 12. Juli 1973 in Dillingen/Saar) war der vierte deutsche Flugzeugführer mit einer Fluglizenz und ein Flugpionier.

## Kindheit und militärische Laufbahn bis 1909
Ellery von Gorrissen kam als Sohn von Orleana (1858–1895) und Elbert Charles von Gorrissen (1848–1899) in Hamburg-Rotherbaum zur Welt. Sein Vater war Generalkonsul des Großherzogtums Baden, seine Mutter war wie auch seine beiden Großmütter gebürtige Amerikanerin. Er hatte drei Brüder: Robert Curt (1887–1978), Karl Friedrich (1888–1918) und Georg Redwood (1892–1918).
Ostern 1904 legte Ellery von Gorrissen am Wilhelm-Gymnasium in Hamburg das Abitur ab. Im Februar 1905 trat er freiwillig als Fahnenjunker in das Garde-Dragoner-Regiment (1. Großherzoglich Hessisches) Nr. 23 ein. Seine Ausbildung erfolgte an der Kriegsschule Hannover, die er als Leutnant mit „allerhöchster Auszeichnung“ abschloss. Er versah seinen Dienst weiterhin im Dragoner-Regiment 23, bis er zum Jäger-Regiment zu Pferde Nr. 5 versetzt wurde.
In seiner Freizeit widmete sich Ellery von Gorrissen dem Pferdesport und der Hundezucht. Während er bei Reitturnieren eher erfolglos teilnahm, erhielt er für seine Hundezüchtungen ab 1908 auf verschiedenen nationalen und internationalen Ausstellungen mehrere Diplome und Preise. Leutnant Gorrissen war auch im Motorsport aktiv, im Sommer 1909 nahm er an verschiedenen Automobilrennen teil, auch an der 2. Prinz-Heinrich-Fahrt. Das Rennen fand vom 10. bis 18. Juni statt, er belegte mit seinem Opel Rang 41 und erhielt eine Teilnehmerplakette.
Trotz sehr guter dienstlicher Bewertungen durch seine Vorgesetzten wurde er 1909 überraschend in den Reservistenstand versetzt. Dies geschah vermutlich wegen seiner homosexuellen Veranlagung, was nicht sicher überliefert, jedoch wahrscheinlich ist. Auch in späteren Jahren geriet er häufig wegen angeblicher Frauengeschichten, aber auch wegen seiner Homosexualität in Schwierigkeiten.

## Flugpionier
Auf einem Doppeldecker des Luftfahrtpioniers August Euler erwarb Ellery von Gorrissen am 21. April 1910 auf dem Flugplatz Darmstadt – Griesheim die Fluglizenz Nr. 4 des Deutschen Luftfahrer-Verbands (DLV) nach den Regularien der Fédération Aéronautique Internationale (FAI) und war somit ein Alter Adler. Die Ausbildung hatte Gorrissen selbst finanziert, er kaufte sich zwei Euler-Flugzeuge und nahm mit ihnen bei Flugveranstaltungen teil. Schon Ende April stellte er einen Rekord für Überlandflüge auf.
Außerdem ließ er sich „auf eigenen Wunsch wegen eines Herzleidens“ aus dem Reservistenverhältnis verabschieden, sein Dienstrang lautete danach Leutnant (a. D.).
Im Mai 1910 startete er als einer von sechs Deutschen bei der Internationalen Flugwoche auf dem Flugplatz Johannisthal.
Als sein Fliegerkamerad Oskar Heim im August 1910 mit seinem Wright-Doppeldecker bei der Nationalen Flugwoche in Johannisthal abstürzte und sich im Krankenhaus Britz erholte, besuchte Ellery von Gorrissen ihn am 11. August mit dem Flugzeug.
Im Sommer 1910 wollte er am Überlandflug Frankfurt–Mainz–Mannheim teilnehmen, doch bei einem Probeflug ging seine Flugmaschine zu Bruch. Kurz entschlossen flog er als Passagier von Robert Thelen mit.
Bei der Gründung des Bundes Deutscher Flugzeugführer, einem Vorgänger der heutigen Pilotenvereinigung Cockpit, wurde Gorrissen im Frühjahr 1911 zum Vorsitzenden gewählt.
In den frühen Morgenstunden des 13. September 1911 stieg eine Rumpler-Taube in Johannisthal auf und flog die vorgeschriebenen Runden und Figuren für die Abnahme der Fluglizenz, als vereidigte Sportzeugen waren Cornelius Hintner und Ellery von Gorrissen anwesend. Kurz darauf hielt Melli Beese als erste Frau Deutschlands eine Fluglizenz in ihren Händen.

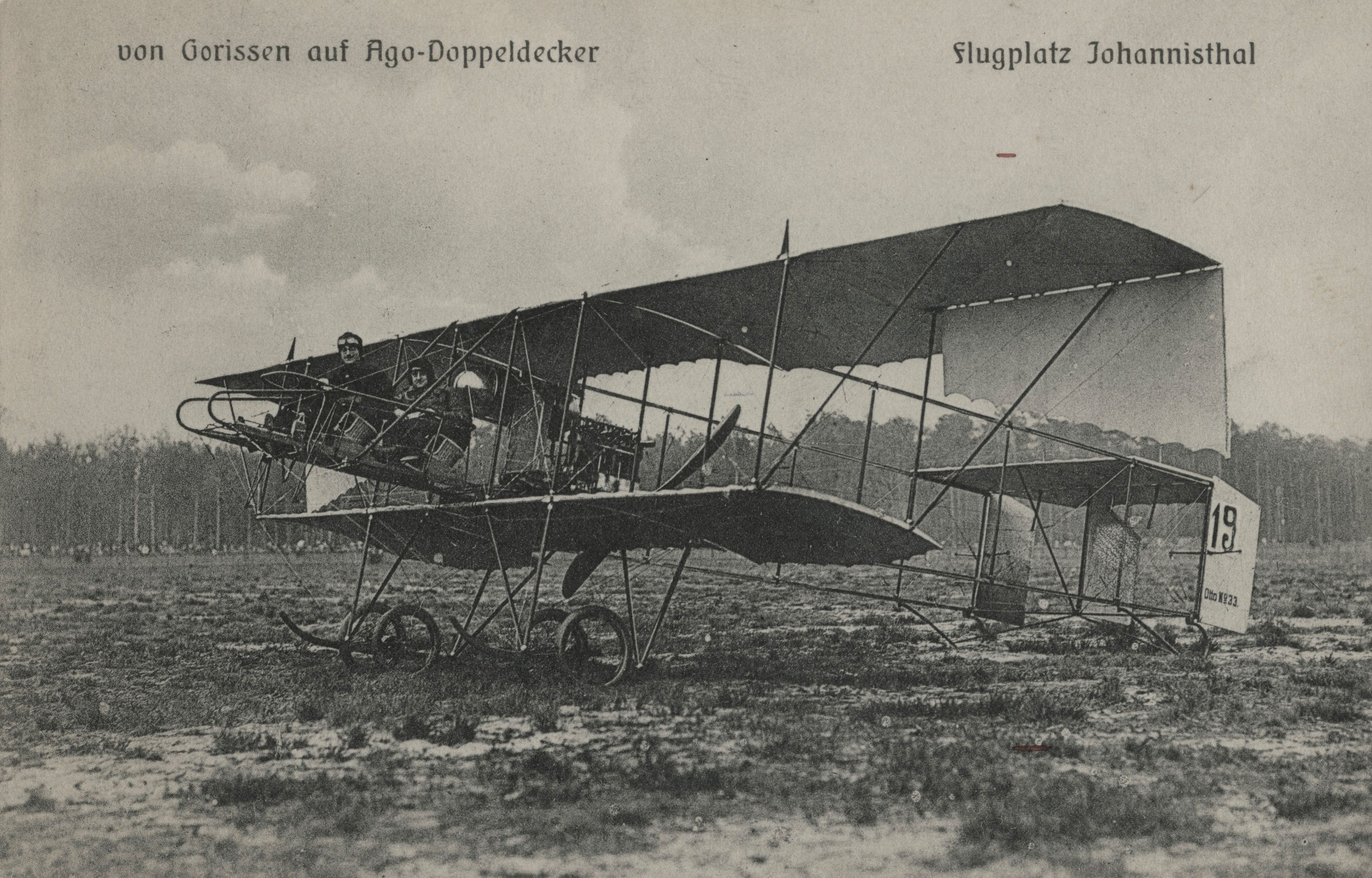
Ellery von Gorrissen auf AGO Doppeldecker (Otto Nr. 33) mit der Startnummer 19 auf der Frühjahrsflugwoche in Johannisthal (1912)

Gustav Otto gründete am 12. April 1912 auf dem Flugplatz Johannisthal eine Filiale seiner Gustav Otto Flugmaschinenwerke. Hauptgeschäft der Zweigniederlassung AGO Fluggesellschaft GmbH sollte der Vertrieb und die Wartung von Otto-Flugzeugen und der Betrieb einer Flugschule sein. Umbenannt in AGO Flugzeugwerke GmbH entwickelte sich die Generalvertretung der Otto-Werke ab Mai 1912 unter der Leitung von Hermann Fremery (Technischer Direktor) und Elisabeth Woerner (Kaufmännische Direktorin) bald zu einem eigenständigen Unternehmen. Ellery von Gorrissen übernahm die Leitung der Flugschule und war auch als Vertriebsleiter tätig.
Für einen Höhenflug von 880 Metern auf einem Otto-Doppeldecker mit Passagier erhielt Ellery von Gorrissen im Mai 1912 den Kaiserpreis.
Er nahm im Herbst 1912 beim ersten deutschen Wasserflugmaschinenwettbewerb in Heiligendamm mit einem Wasserflugzeug der Firma AGO teil. Der Wettbewerb wurde wegen eines Unwetters abgebrochen, Gorrissen erhielt als drittplatzierter ein Preisgeld von 4000 Mark.
Bei einem Flug mit fünf Passagieren am 7. November 1912 stellte Gorrissen einen Weltrekord auf.

## Erster Weltkrieg
Mit Beginn des Ersten Weltkriegs im August 1914 meldete Gorrissen sich in Johannisthal beim Freiwilligen Marinefliegerkorps zum Militärdienst und wurde als Fluglehrer eingesetzt. Im Mai 1915 erfolgte seine überraschende Versetzung zur Festungsflugstation in Wilhelmshaven-Rüstringen. Kapitänleutnant a. D. Konrad Goltz begründete die Maßnahme mit der zu großen geschäftlichen Nähe Gorrissens zu AGO, vermutlich aber eher wegen einiger unschöner Gerüchte über die Bekanntschaft zu Elisabeth Woerner und dem Bekanntwerden seines „sittenwidrigen Verhaltens“ zum 16-jährigen AGO-Lehrling Fritz Luban. Gorrissen übernahm in Wilhelmshaven-Rüstringen die Leitung der Festungsflugstation wurde und am 12. Juli 1915 zum Oberleutnant der Armee befördert.
Am 23. September 1915 erfolgte seine Verurteilung vor einem Kriegsgericht wegen „sittenwidrigem Verhalten“ und in dem Zusammenhang auch wegen „Missbrauch seiner dienstlichen Stellung gegen Untergebene“ zu drei Monaten Haft, welche er aber nicht anzutreten brauchte. Sein Gesuch um Versetzung in die Osmanische Armee wurde abgelehnt. Da er trotz seiner damals äußerst problematischen homosexuellen Vorlieben dienstlich als ein sehr zuverlässiger und organisatorisch hochbegabter Offizier galt, wurde er als Zivilist ins Nachrichtenbüro des Admiralstabs in Konstanz versetzt. Im Geheimdienst war er auch für die operative Arbeit in der Schweiz zuständig. Hier erlebte er das Kriegsende.

## Zivilleben nach dem Krieg und Karriere in der SS und NSDAP
Inzwischen wohnte Oberleutnant Ellery von Gorrissen in Berlin. Er trat im August 1919 als Zeitfreiwilliger in das Freikorps Schutzregiment Groß-Berlin ein, das sich unter dem Kommando des Majors Kurt von Heeringen im März 1920 am Kapp-Putsch beteiligte. Angehörige des Freikorps kamen ausschließlich aus Berlin und Umgebung, darunter auch Theodor Habicht, Reinhard Neubert und Günther Tamaschke. Das Freikorps löste sich schließlich im Mai 1920 auf.
Gorrissens nächster Versuch im Zivilleben Fuß zu fassen, endete im Januar 1922 mit einer Verurteilung vor dem Landgericht Berlin wegen Beleidigung. Er wurde zu vier Monaten Haft verurteilt und galt von nun an als vorbestraft. Aus den nächsten Jahren sind nur wenige Fakten belegt. Zu Beginn der 1930er Jahre tauchte Ellery von Gorrissen als Prokurist der Berliner Stutzwagen-Verkaufs-AG wieder auf, wurde aber im Mai 1931 wegen Urkundenfälschung und Betrugs entlassen.
Schon im November desselben Jahres schloss sich Ellery von Gorrissen den sich im Aufwind befindlichen Nationalsozialisten an und trat der SS bei (SS-Nummer 51.357). Er arbeitete zuerst nur im Rang eines einfachen Truppführers (entspricht Feldwebel) als Sachbearbeiter beim Stab der SS-Standarte 44. Innerhalb weniger Monate brachte er es bis Mai 1932 durch seinen Einsatz, seine Intelligenz und seine Erfahrung bis zum SS-Obersturmführer (entspricht seinem früheren Rang als Oberleutnant) und wurde Adjutant seiner Standarte. Zum 1. August 1932 trat er der NSDAP bei (Mitgliedsnummer 1.331.675).
Doch am 13. Juni 1933 holte ihn seine Vergangenheit ein. Das Landgericht Berlin erhob Anklage gegen ihn wegen „fortgesetzter Zollvergehen in Tateinheit mit fortgesetzter schwerer Urkundenfälschung“ auf Grund seiner früheren Schiebereien bei Autoimporten bei der Stutzwagen-Verkaufs-AG. Im November 1934 erfolgte seine Verurteilung zu sieben Monaten Haft und 40.000 RM Strafe.
Als die SS-Standarte von der Verurteilung und der verschwiegenen Vorstrafe erfuhr, wurde Ellery von Gorrissen am 8. Dezember 1934 nach einem Ehrengerichtsverfahren der SS zum einfachen SS-Mann degradiert und entlassen.

## Zweite Lebenshälfte
Von da an verlief sein Leben in ruhigeren Bahnen. Im Jahre 1937 verließ Ellery von Gorrissen Berlin und bezog mit seinem Bruder Curt eine Wohnung im Gartenhaus der Burg Rheinfels in Sankt Goar.
Dort lebte Gorrissen zurückgezogen, leistete seiner Gastgeberin Frau Professor Julia Noll Gesellschaft und widmete sich wieder der Hundezucht.
1950 wurde Ellery von Gorrissen Mitglied im Traditionsverband Alte Adler und nahm auch an verschiedenen Treffen teil.
Anfang der 1970er Jahre zog der offenbar mittellose Ellery von Gorrissen nach Dillingen (Saar) und lebte bis zu seinem Tode bei der Familie des Hauptmanns a. D. und Ritterkreuzträgers Herbert Kuntz (1915–1998).  Dort verstarb der Flugpionier Gorrissen am 12. Juli 1973, seine Urne wurde auf dem Hauptfriedhof in Saarbrücken beigesetzt. Das Grab existiert heute nicht mehr.

## Heutige Einschätzung
Am 9. Juli 2002 fasste das Bezirksamt Treptow-Köpenick den Beschluss, eine auf dem Gelände des ehemaligen Flugplatzes Johannisthal geplante Straße nach Ellery von Gorrissen zu benennen. Die damit einhergehende Recherche insbesondere der Zeitschrift Fliegerrevue zeigte jedoch abseits seiner zu würdigenden fliegerischen Leistungen ein eher zweifelhaftes Bild eines sehr konservativen Menschen, der sich bereitwillig der SS und der NSDAP zur Verfügung stellte. Das Bezirksamt nahm die Namensgebung bisher nicht vor.